# 趙迺摶
赵迺抟（1897年3月28日—1986年12月17日），字廉澄，浙江杭州人，中国近代经济学家，主要从事经济思想史的研究。

## 生平
赵迺抟于1922年毕业于北京大学法科经济门。次年，他作为官费留学生赴美国哥伦比亚大学政治科学院深造。他在哥大师从著名经济学家艾德溫·賽里格曼，先后于1924年、1929年获硕士与博士学位，其博士论文题为《理查德·琼斯：一位早期英国的制度经济学家》（Richard Jones: an Early English Institutionalist）。1930年回到中国，受聘出任北京大学教授、经济系主任。抗日战争期间，他曾任教于国立长沙临时大学与国立西南联合大学。抗战结束后回到北大，并于此后长期在此任教。1986年12月17日病逝，终年89岁。
赵迺抟的主要著作有《欧美经济思想史》、《欧美经济学史》、《披沙录》等。

## 家庭
赵迺抟之兄趙迺傳为教育家，曾任国民政府立法委员。赵迺抟之妻骆涵素是中国第一代营养学家、原北京师范大学教授。他们育有四子，分别为：
- 赵凯华：北京大学物理学系教授
- 赵匡华：北京大学化学系教授
- 赵壮华：西安近代化学研究所研究员
- 赵稷华：外交官，曾任中英联合联络小组中方首席代表、外交部驻香港特派员公署副特派员